# Dourdou de Camarès
A Dourdou de Camarès folyó Franciaország területén, a Tarn bal oldali mellékfolyója.

## Földrajzi adatok
A folyó Tarn megyében ered, és Broquiès-nél, Aveyron megyében ömlik be a Tarn folyóba. Hossza 86,8 km.
Mellékfolyói a Nuéjouls, Sorgues és a Len.

## Megyék és városok a folyó mentén
- Tarn
- Aveyron : Brusque, Camarès, Montlaur, Vabres-l’Abbaye, Saint-Izaire.